# 2022 FD1

太陽の周囲を公転する
太陽·
地球·

2022 FD1は、2022年3月25日に地球の表面から8,470 km (5,260 mi)の距離で最も接近した、小さなメートルサイズの地球近傍小惑星である。8時10分（UTC）に地球の影に入り、8時45分（UTC）に出るまで見えなくなっていた。地球からのその明るさは、9時13分（UTC）の最も接近する直前、見かけの等級はピークである13に達した。そのときまでに、2022 FD1は地球に対して18.5 km/s (11.5 mi/s)の速度で動いており、南半球の空に位置していた。
2022 FD1は、2022年3月24日にハンガリーのブダペストの北80キロメートルにあるコンコイ天文台のピスケーシュタトゥ観測所で天文学者Krisztián Sárneczkyによって発見された。これは、2022 EB5の衝突の後、2022 EB5の次に発見された地球近傍小惑星である。
| パラメータ   | 元期           | 公転周期 （p） | 遠日点 （Q） | 近日点 （q） | 軌道長半径 （a） | 軌道離心率 （e） | 軌道傾斜角 （i） |
| 単位         |                | （日）         | au           | au           | au               |                  | （°）            |
| ------------ | -------------- | -------------- | ------------ | ------------ | ---------------- | ---------------- | ---------------- |
| フライバイ前 | 2021年3月13日  | 928            | 2.863        | 0.790        | 1.863            | 0.567            | 9.440            |
| フライバイ後 | 2020年12月17日 | 795            | 2.610        | 0.751        | 1.681            | 0.553            | 4.490            |